# Ibrahim Mbombo Njoya

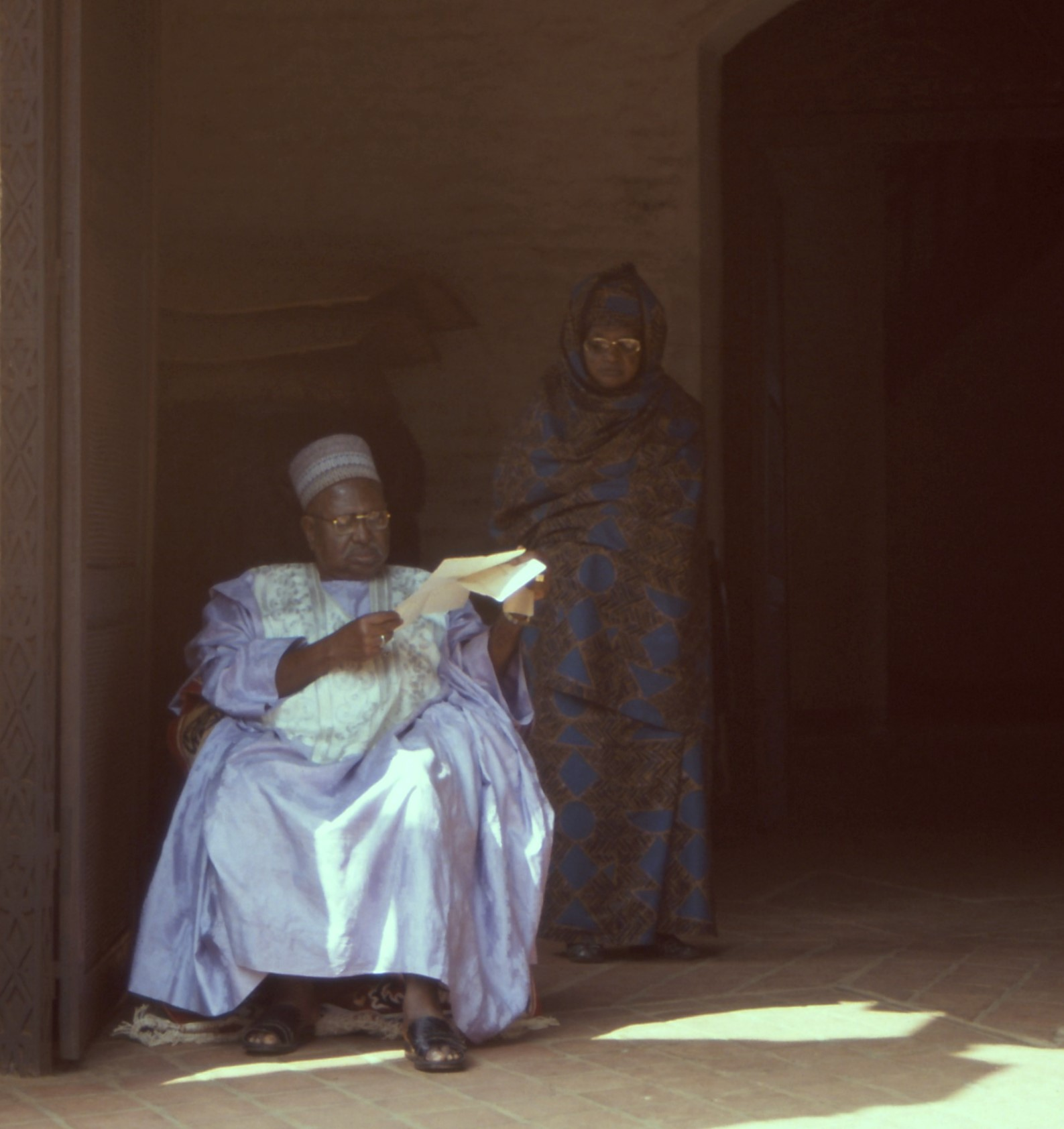
Sultan Ibrahim Mbombo Njoya

Ibrahim Mbombo Njoya (* 27. Oktober 1937 in Foumban; † 27. September 2021 in Paris) regierte das Volk der Bamum in Kamerun von 1992 bis zu seinem Tod im Jahr 2021 als der Sultan von Foumban und Fon des Königreiches Bamum. Ibrahim Mbombo Njyoya war der Sohn von Seidu Njimoluh Njoya.

## Leben
Zwischen 1970 und 1974 war Ibrahim Mbombo Njoya Botschafter für Kamerun in Äquatorialguinea, anschließend in gleicher Funktion in Ägypten. Nach 1980 hatte er mehrere Ministerämter in Kamerun inne, zuletzt das des Außenministers. Nach dem Tod seines Vaters wurde er am 10. August 1992 als Sultan und König von Bamun inthronisiert.
Er starb am 27. September 2021 im Amerikanischen Krankenhaus Paris an einer COVID-19-Erkrankung.
Ihm folgte sein ältester Sohn Nabil Mbombo Njoya auf den Thron.